# Celmia conoveria
Espèce
Synonymes
- Thecla conoveria Schaus, 1902

Celmia conoveria est une espèce de papillons de la famille des Lycaenidae, de la sous-famille des Theclinae et du genre Celmia.

## Systématique
L'espèce Celmia conoveria a été décrite par William Schaus en 1902 sous le nom initial de Thecla conoveria,.

## Nom vernaculaire
Celmia conoveria se nomme Conoveria Hairstreak en anglais.

## Description
Celmia conoveria est un petit papillon aux pattes et aux antennes cerclés de blanc et noir, avec deux fines queues à chaque aile postérieure, une longue et une courte. Son envergure est d'environ 24 mm.
Le dessus des ailes est marron avec une suffusion bleu turquoise métallisé en large plage localisée au bord interne aux ailes antérieures, laissant deux larges bandes marron au bord costal et au bord interne aux ailes  postérieures.
Le revers est beige orné de lignes blanches, aux ailes antérieures une ligne postdiscale et aux ailes postérieures une ligne postdiscale, une lignes en limite de l'aire basale et de l'aire postdiscale et une ligne submarginale avec un ocelle jaune pupillé de marron submarginal entre les deux queues et un ocelle anal marron.

## Écologie et distribution
Celmia conoveria est présent au Brésil et en Guyane,.

### Protection
Pas de statut de protection particulier.

## Publication originale
- (en) William Schaus, « Descriptions of new American butterflies », Proceedings of the United States National Museum, Washington, Inconnu, vol. 24, no 1262,‎ 1902, p. 383–460 (ISSN 0096-3801 et 2377-6560, OCLC 1259735, DOI 10.5479/SI.00963801.1262.383, lire en ligne).